# Comunidad de comunas de Lacq-Orthez
La Comunidad de comunas de Lacq-Orthez (Communauté de communes de Lacq-Orthez, CCLO en francés), es una estructura intercomunal francesa situada en el departamento francés de Pirineos Atlánticos de la región de Aquitania.

## Historia
Fue creada el 1 de julio de 1974, con el nombre de Distrito de la Zona de Lacq (District de la Zone de Lacq, en francés), reagrupando dieciséis comunas.
En febrero de 1993, se crean las comunidades de comunas de Arthéz de Béarn, Lagor y Monein.
El 1 de junio de 2000, el Distrito se transforma en la Comunidad de comunas de Lacq.
En noviembre de 2003, se crea el Sindicato Mixto del País de Lacq, que reagrupa a las cuatro comunidades de comuna.
El 1 de enero de 2011, el Sindicato Mixto pasa a ser denominarse Comunidad de comunas de Lacq.
El 1 de enero de 2014, las comunidades de comunas de Lacq y de Orthez se fusionan junto con la comuna de Bellocq en la nueva Comunidad de comunas de Lacq-Orthez, pasando a ser 61 comunas.
Dicha comunidad está formada por la unión de las veintiuna comunas del antiguo cantón de Arthez-de-Béarn, las diecisiete comunas del antiguo cantón de Lagor, las trece comunas del antiguo cantón de Orthez, las ocho comunas del antiguo cantón de Monein, una de las diecisiete comunas del cantón de Santa María de Olorón-Este y una de las doce comunas del antiguo cantón de Salies de Béarn; y que actualmente forman parte, veintisiete del nuevo cantón de Artix y País de Soubestre, veinticinco del nuevo cantón de Corazón de Bearne y nueve del nuevo cantón de Orthez y Tierras de Ríos y Sal.

## Nombre
El nombre se lo dan dos de sus comunas (Lacq y Orthez).

## Composición
La Comunidad de comunas reagrupa 61 comunas:
| Comuna                      | Código INSEE | Cantón                         | Población (2012) | Superficie (km²) | Densidad (hab./km²) |
| --------------------------- | ------------ | ------------------------------ | ---------------- | ---------------- | ------------------- |
| Abidos                      | 64003        | Corazón de Bearne              | 233              | 3.06             | 76                  |
| Abos                        | 64005        | Corazón de Bearne              | 520              | 8.45             | 62                  |
| Argagnon                    | 64042        | Artix y País de Soubestre      | 729              | 9.33             | 78                  |
| Arnos                       | 64048        | Artix y País de Soubestre      | 80               | 5.69             | 14                  |
| Arthez-de-Béarn             | 64057        | Artix y País de Soubestre      | 1835             | 27.92            | 66                  |
| Artix                       | 64061        | Artix y País de Soubestre      | 3556             | 9.11             | 390                 |
| Baigts-de-Béarn             | 64087        | Orthez y Tierras de Ríos y Sal | 829              | 13.53            | 61                  |
| Balansun                    | 64088        | Artix y País de Soubestre      | 279              | 10.73            | 26                  |
| Bellocq                     | 64108        | Orthez y Tierras de Ríos y Sal | 896              | 12.65            | 71                  |
| Bésingrand                  | 64117        | Corazón de Bearne              | 116              | 2.29             | 51                  |
| Biron                       | 64131        | Corazón de Bearne              | 610              | 4                | 153                 |
| Bonnut                      | 64135        | Artix y País de Soubestre      | 716              | 22.01            | 33                  |
| Boumourt                    | 64144        | Artix y País de Soubestre      | 143              | 8.03             | 18                  |
| Cardesse                    | 64165        | Corazón de Bearne              | 269              | 7.67             | 35                  |
| Casteide-Cami               | 64171        | Artix y País de Soubestre      | 226              | 6.80             | 32                  |
| Casteide-Candau             | 64172        | Artix y País de Soubestre      | 225              | 9.24             | 24                  |
| Castétis                    | 64177        | Artix y País de Soubestre      | 603              | 9.06             | 67                  |
| Castetner                   | 64179        | Corazón de Bearne              | 144              | 6.56             | 22                  |
| Castillon                   | 64181        | Artix y País de Soubestre      | 290              | 6.71             | 43                  |
| Cescau                      | 64184        | Artix y País de Soubestre      | 530              | 7.98             | 66                  |
| Cuqueron                    | 64197        | Corazón de Bearne              | 185              | 3.48             | 53                  |
| Doazon                      | 64200        | Artix y País de Soubestre      | 191              | 6.14             | 31                  |
| Hagetaubin                  | 64254        | Artix y País de Soubestre      | 565              | 18.87            | 30                  |
| Laà-Mondrans                | 64286        | Corazón de Bearne              | 403              | 6.10             | 66                  |
| Labastide-Cézéracq          | 64288        | Artix y País de Soubestre      | 548              | 5.01             | 109                 |
| Labastide-Monréjeau         | 64290        | Artix y País de Soubestre      | 573              | 8.19             | 70                  |
| Labeyrie                    | 64295        | Artix y País de Soubestre      | 107              | 3.69             | 29                  |
| Lacadée                     | 64296        | Artix y País de Soubestre      | 152              | 4.81             | 32                  |
| Lacommande                  | 64299        | Corazón de Bearne              | 225              | 3.33             | 68                  |
| Lacq                        | 64300        | Artix y País de Soubestre      | 722              | 17.05            | 42                  |
| Lagor                       | 64301        | Corazón de Bearne              | 1208             | 20.97            | 58                  |
| Lahourcade                  | 64306        | Corazón de Bearne              | 718              | 10.94            | 66                  |
| Lanneplaà                   | 64312        | Orthez y Tierras de Ríos y Sal | 324              | 7.26             | 45                  |
| Loubieng                    | 64349        | Corazón de Bearne              | 454              | 23.43            | 19                  |
| Lucq-de-Béarn               | 64359        | Corazón de Bearne              | 965              | 48.77            | 19.8                |
| Maslacq                     | 64367        | Corazón de Bearne              | 747              | 13.33            | 56                  |
| Mesplède                    | 64382        | Artix y País de Soubestre      | 328              | 11.47            | 28.6                |
| Monein                      | 64393        | Corazón de Bearne              | 4393             | 80.84            | 54.3                |
| Mont-Arance-Gouze-Lendresse | 64396        | Artix y País de Soubestre      | 977              | 18.24            | 53.6                |
| Mourenx                     | 64410        | Corazón de Bearne              | 7549             | 6.34             | 1190.7              |
| Noguères                    | 64418        | Corazón de Bearne              | 151              | 1.95             | 77.4                |
| Orthez                      | 64430        | Orthez y Tierras de Ríos y Sal | 10338            | 45.86            | 225.4               |
| Os-Marsillon                | 64431        | Corazón de Bearne              | 478              | 5.45             | 87.7                |
| Ozenx-Montestrucq           | 64440        | Corazón de Bearne              | 351              | 16.34            | 21.5                |
| Parbayse                    | 64442        | Corazón de Bearne              | 243              | 6.46             | 37.6                |
| Pardies                     | 64443        | Corazón de Bearne              | 928              | 5.82             | 159.2               |
| Puyoô                       | 64461        | Orthez y Tierras de Ríos y Sal | 1150             | 9.32             | 123.4               |
| Ramous                      | 64462        | Orthez y Tierras de Ríos y Sal | 452              | 7.19             | 59.6                |
| Saint-Boès                  | 64471        | Orthez y Tierras de Ríos y Sal | 369              | 9.49             | 38.9                |
| Saint-Girons-en-Béarn       | 64479        | Orthez y Tierras de Ríos y Sal | 155              | 5.20             | 29.8                |
| Saint-Médard                | 64491        | Artix y País de Soubestre      | 187              | 11.23            | 16.7                |
| Salles-Mongiscard           | 64500        | Orthez y Tierras de Ríos y Sal | 304              | 5.84             | 52.1                |
| Sallespisse                 | 64501        | Artix y País de Soubestre      | 585              | 15.18            | 38.6                |
| Sarpourenx                  | 64505        | Corazón de Bearne              | 269              | 3.35             | 80.3                |
| Sault-de-Navailles          | 64510        | Artix y País de Soubestre      | 830              | 22.26            | 37.3                |
| Sauvelade                   | 64512        | Corazón de Bearne              | 226              | 11.86            | 19.1                |
| Serres-Sainte-Marie         | 64521        | Artix y País de Soubestre      | 483              | 9.49             | 50.9                |
| Tarsacq                     | 64535        | Corazón de Bearne              | 496              | 4.23             | 117.3               |
| Urdès                       | 64541        | Artix y País de Soubestre      | 266              | 5.89             | 45.2                |
| Vielleségure                | 64556        | Corazón de Bearne              | 404              | 14.31            | 28.2                |
| Viellenave-d'Arthez         | 64554        | Artix y País de Soubestre      | 164              | 3.92             | 41.8                |

## Competencias
La comunidad es un organismo público de cooperación intercomunal.
Sus recursos provienen del impuesto sobre los rendimientos del trabajo único, del sistema de contribuciones que se aplica a los residuos y asignaciones y subvenciones de diversos socios.
Sus competencias en general se centran en el desarrollo económico, medio ambiental, de empleo y los servicios comunitarios a los habitantes:
- Ordenación del Territorio
  - Plan de Coherencia Territorial (SCOT, en francés).
  - Plan Sectorial.
- Desarrollo y organización económica
  - Acción de desarrollo económico de las actividades industriales, comerciales o de empleo, (apoyo de las actividades agrícolas y forestales...).
  - Creación, organización, mantenimiento y gestión de zonas de actividades industriales, comerciales, terciario, artesanal o turístico.
- Desarrollo y organización social y cultural
  - Actividades culturales y socioculturales.
  - Actividades deportivas.
  - Construcción y/u organización, mantenimiento, gestión de equipamientos o establecimientos culturales, socioculturales, socioeducativos, deportivos…, etc.
  - Transporte escolar.
- Medio ambiente
  - Saneamiento no colectivo.
  - Recogida y tratamiento de los residuos urbanos y asimilados.
  - Protección y valorización del Medio Ambiente.
- Vivienda y hábitat
  - Programa local del hábitat.
- Servicio de vías públicas
  - Creación, organización y mantenimiento del servicio de vías públicas.
- Otros
  - Adquisición comunal de material.
  - Informática, Talleres vecinales.